# Chéquia no Festival Eurovisão da Canção 2024
A República Checa, apresentada como Chéquia, participará no Festival Eurovisão da Canção 2024 em Malmö, na Suécia. A emissora checa Česka Televize (ČT) organizou a final nacional ESCZ 2024 para selecionar os seus representantes.

## Formato
A ESCZ 2024 é a sexta edição do ESCZ, a final nacional organizada pela ČT para selecionar a participação checa para o Festival Eurovisão da Canção. A competição consiste numa final ao vivo realizada em Praga a 4 de dezembro de 2023, seguida de uma ronda de votação que dura até 11 de dezembro de 2023, com os resultados previstos para serem anunciados a 12 de dezembro.

### Participantes
Ao confirmar a sua participação no concurso a 16 de outubro de 2023, a ČT abriu um período de candidaturas para artistas e compositores interessados que durou até 7 de novembro de 2023. Pelo menos um dos intérpretes era obrigado a ter cidadania checa ou eslovaca para que uma inscrição se qualificasse para competir, enquanto os compositores podem ser de qualquer nacionalidade.
A 14 de novembro de 2023, a ČT anunciou que cinco inscrições finalistas estavam a ser avaliadas pelo consultor musical Cesár Sampson (representante da Áustria no Festival Eurovisão da Canção 2018) e pela delegação checa para o certame europeu entre mais de 200 inscrições recebidas, com os nomes dos artistas a serem revelados em breve; posteriormente foi esclarecido que o número de finalistas selecionados poderia subir até sete. Os sete finalistas foram revelados a 28 de novembro de 2023; algumas das músicas, originalmente a serem reveladas no dia da final, foram lançadas antes.

### ESCZ 2024

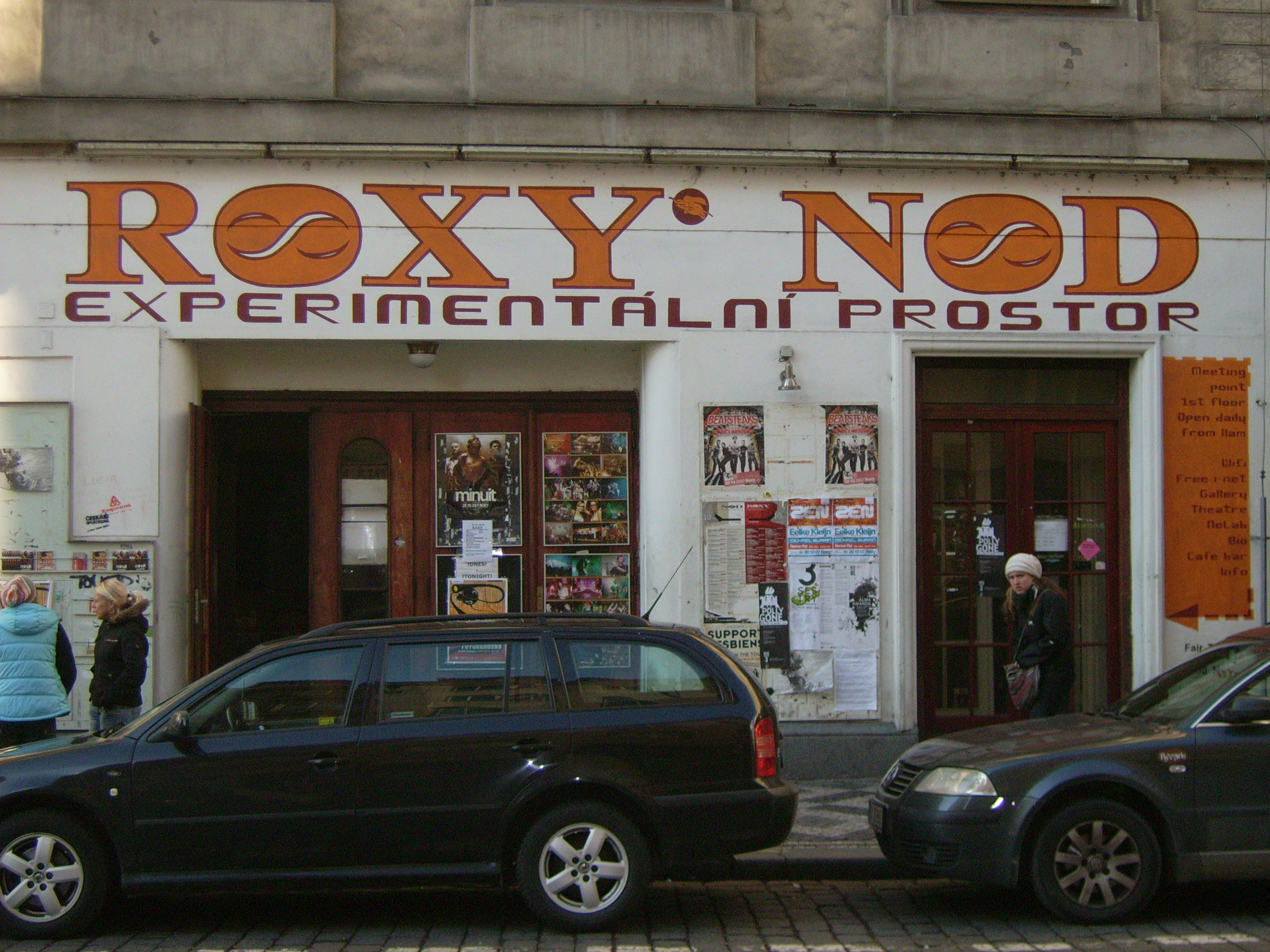
Roxy, em Praga.

As sete canções concorrentes foram apresentadas durante um espetáculo ao vivo no Roxy em Praga, a 4 de dezembro de 2023, apresentado pela segunda vez consecutiva por Adam Mišík e co-apresentado por Cesár Sampson. O espetáculo foi transmitido pela televisão, através do canal ČT art, bem como pela plataforma de streaming da ČT iVysílání e pelo canal oficial do Festival Eurovisão da Canção no YouTube. Contou com Lake Malawi e We Are Domi (representantes checos de 2019 e 2022 na Eurovisão) como artistas convidados. O vencedor será determinado pela combinação de uma votação pública internacional (70%) e checa (30%), realizada através da aplicação oficial do Festival Eurovisão da Canção até 11 de dezembro de 2023, com os resultados a serem anunciados a 13 de dezembro. Aiko foi anunciada como vencedora, com a canção "Pedestal" que, apesar de ter sido apenas a 5ª mais votada do público checo, venceu a votação internacional.
| #  | Artista     | Canção              | Votação | Votação | Votação    | Lugar |
| #  | Artista     | Canção              | Int.    | Checa   | Ponderação | Lugar |
| -- | ----------- | ------------------- | ------- | ------- | ---------- | ----- |
| 1º | Aiko        | "Pedestal"          | 33 107  | 2 410   | 23 898     | 1º    |
| 2º | Elly        | "The Angel's Share" | 24 679  | 7 817   | 12 876     | 2º    |
| 3º | Gianna Lei  | "Starlet"           | 372     | 773     | 653        | 7º    |
| 4º | Lenny       | "Good Enough"       | 4 216   | 1 586   | 2 375      | 5º    |
| 5º | Mydy        | "Red Flag Parade"   | 6 443   | 7 283   | 7 031      | 3º    |
| 6º | Tom Sean    | "Dopamine Overdose" | 3 331   | 3 573   | 3 500      | 4º    |
| 7º | Tomas Robin | "Out of My Mind"    | 728     | 1 563   | 1 313      | 6º    |

## Transmissão
| Área                     | Canal        | Comentadores     | Audiências |
| ------------------------ | ------------ | ---------------- | ---------- |
| Chéquia                  | ČT art       | Desconhecido     | 46 200     |
| Chéquia (resto do mundo) | ČT iVysílání | Desconhecido     |            |
| União Europeia           | Eurovisão    | Sem comentadores |            |